# Candona annae
Candona annae är en kräftdjursart som beskrevs av Mehes 1914. Candona annae ingår i släktet Candona och familjen Candonidae. Inga underarter finns listade.